# Stichopogon parvipulvillatus
Stichopogon parvipulvillatus är en tvåvingeart som beskrevs av Pavel Lehr 1975. Stichopogon parvipulvillatus ingår i släktet Stichopogon och familjen rovflugor. Inga underarter finns listade i Catalogue of Life.